# 朗詠江注
『朗詠江注』（ろうえいごうちゅう）は、大江匡房によって著された『和漢朗詠集』の注釈書である。成立は不明であるが、大江匡房没年の天永2年（1111年）が成立の下限と考えられる。
『袋草子』などに『朗詠江注』からの引用がみられることから、従来より逸書と考えられていた。『朗詠江注』は逸書なのか、という点については、堀部正二や太田次男らにより疑義が提出されている。それによれば、『朗詠江注』は、『和漢朗詠集』本文の行間の書き入れや裏書に書き入れられていた簡単な注記類であり、書物として成立していたのではないというものである。現在、我々が『朗詠江注』として触れ得るものは、『和漢朗詠集』本文の余白への書き入れや裏書などによってである。このことから、『朗詠江注』は、『和漢朗詠集』本文への書き入れなどが主であり、一書ではなかったと考えるべきであろう。『朗詠江注』は、『江談抄』との関連が指摘され、また後の『和漢朗詠集私注』などの『和漢朗詠集』の注釈書にも影響を与えている。